# Polo Potiguar
O Polo Potiguar (anteriormente chamado de Polo Industrial de Guamaré) está localizado no município de Guamaré, no interior do estado do Rio Grande do Norte. Foi construído pela Petrobras para beneficiar o óleo, o gás natural e o petróleo oriundos dos campos marítimos de Ubarana e Agulha, e dos campos terrestres de todo o estado.
Distando cerca de 180 km da capital potiguar, o polo está localizado numa área construída de 1.500 metros quadrados e possui 22 campos de petróleo e gás, a Refinaria Potiguar Clara Camarão, a UTPF (Unidade de Tratamento de Processamento de Fluidos), as unidades de processamento de gás natural (UPGNs), e o Terminal Aquaviário de Guamaré.
Com a instalação do polo, dezenas de empresas privadas e bases de distribuição se instalaram próximo ao complexo.
Em fevereiro de 2022, a Petrobras assinou contrato de venda do Polo Potiguar para a 3R Petroleum por US$ 1,38 bilhão.

## Histórico
Em 1973, foi descoberto o campo marítimo de Ubarana, situado na plataforma continental, tendo a sua produção se iniciado a partir de 1976. Em 1979, iniciou-se a produção terrestre com a perfuração do primeiro poço no município de Mossoró. Sucessivamente, foram feitas descobertas terrestres nos campos de Fazenda Belém, Alto do Rodrigues, Estreito, Macau, Guamaré e Canto do Amaro. Também foram descobertos os campos marítimos no litoral potiguar de Agulha, Aratum, Pescada e Arabaiana.
Em 1983, entrou em funcionamento o Polo Industrial de Guamaré para realizar o tratamento e processamento do petróleo e gás natural proveniente dos campos de terra e de mar da bacia Potiguar. Em 1985, foi iniciada a construção da primeira Unidade de Tratamento e Processamento de Gás Natural (UPGN), além do início operacional do gasoduto Nordestão. Em 1986, ocorreu a construção do terminal de armazenamento e transferência.
Em 1999, entrou em operação a planta de produção de diesel. Em teve 2001, teve início a operação da segunda unidade de diesel e da instalação da segunda UPGN. Em 2005, teve início de operação a unidade de QAV (Querosene de Aviação) e a operação da unidade experimental de Biodiesel.
Em 2006, começou a funcionar a terceira unidade de UPGN.
Em novembro de 2009, foi assinado o Termo de Compromisso entre o Governo do Rio Grande do Norte e a Petrobras, para dar início às obras da Refinaria Potiguar Clara Camarão, com o objetivo de ampliar a capacidade instalada do Polo, além de implantar uma unidade de produção de gasolina, com investimentos de 215 milhões de dólares, como parte do Programa de Aceleração do Crescimento (PAC) do Governo Federal.
A refinaria foi construída a partir da adequação das instalações existentes do Polo Industrial de Guamaré, que já produzia gás liquefeito de petróleo (GLP), conhecido como gás de cozinha, diesel e querosene de aviação (QAV), com o objetivo de produzir, a partir de 2010, gasolina e diesel com qualidade internacional (teor de enxofre de 50 ppm), além de nafta petroquímica.
Em setembro de 2010, a refinaria começou a produzir gasolina, tornando o Rio Grande do Norte o único estado do país autossuficiente na produção de todos os tipos de derivados do petróleo.
Em 2011, a refinaria produziu 1 milhão de metros cúbicos de derivados de petróleo.

## Constituição do Polo
- Estação de Tratamento de Óleo e Água: recebe e trata cerca de 750 mil barris de fluidos diariamente. Esta produção é enviada para refino através de navios que se utilizam do porto de Guamaré.[9][10]
- Refinaria Potiguar Clara Camarão, com capacidade instalada para refino de 39,6 mil barris de óleo por dia, que atende os mercados de gasolina, diesel, bunker e querosene de aviação do Rio Grande do Norte, Ceará e Paraíba.[9]
- Terminal Aquaviário de Guamaré, com capacidade de exportação, importação e cabotagem de óleo e derivados.[9]
- Estação de Compressores: recebe 2.200.000 m³ de gás natural por dia, e os comprime para que possam ser fracionados. É a maior estação de compressores da América Latina.[carece de fontes?]
- Unidade de Processamento de Gás Natural: fraciona o gás natural, produzindo GLP, C5+ e gás industrial. A produção local de GLP é de cerca de 310 ton/dia (26.000 botijões/dia), enquanto que a de gás industrial é de 730.000 Mm3/dia. O gás industrial é vendido para toda a região através do gasoduto "Nordestão".[carece de fontes?]
- Estação de Tratamento de Efluentes: trata toda a água e resíduos do processo segundo exigentes normas ambientais, antes de devolvê-los à natureza.[9]

## Privatização
Em fevereiro de 2022, a Petrobras assinou contrato de venda do Polo Potiguar para a 3R Petroleum por US$ 1,38 bilhão. A venda inclui um conjunto de 22 concessões de campos de produção terrestres e de águas rasas, junto com sua infraestrutura de processamento, a Refinaria Clara Camarão, Terminal Aquaviário de Guamoré, logística, armazenamento, transporte e escoamento de petróleo e gás natural, localizadas na Bacia Potiguar.
Em 07 de junho de 2023, a Agência Nacional do Petróleo, Gás Natural e Biocombustíveis (ANP) aprovou a a transferência de 100% do Polo Potiguar para a 3R Petroleum. A companhia assumiu a operação dos ativos no dia 08 de junho de 2023.
Em 2023, o polo Potiguar produziu em média 16,5 mil barris de óleo por dia e 37,3 mil m³/dia de gás natural (42,3 mil barris de óleo equivalente por dia).